# Sierra Leone Refugee All Stars
Sierra Leone Refugee All Stars, également connue sous le nom de Refugee All Stars, est un groupe sierraléonais. Il est formé par un groupe de réfugiés déplacés en Guinée pendant la guerre civile en Sierra Leone. Depuis son retour à Freetown en 2004, le groupe fait de nombreuses tournées pour sensibiliser le public aux causes humanitaires. L'histoire de leurs membres est développée dans le film documentaire Sierra Leone's Refugee All Stars, sorti en 2005.
Le groupe est formé des musiciens Reuben M. Koroma (chant), Ashade Pearce (chant, guitare rythmique), Jahson Gbassay Bull (clavier, orgue, guitare rythmique), Alhaji Jeffrey Kamara alias Black Nature (rap, chant, percussions), Mohamed Kamara aka Makengo (chant, percussions), Augustine Kobina Valcarcel (guitare solo), Dennis Bakarr Sannoh (guitare basse, chant) et Christopher Wagbay Davies (batterie, percussions).

## Histoire

### Débuts

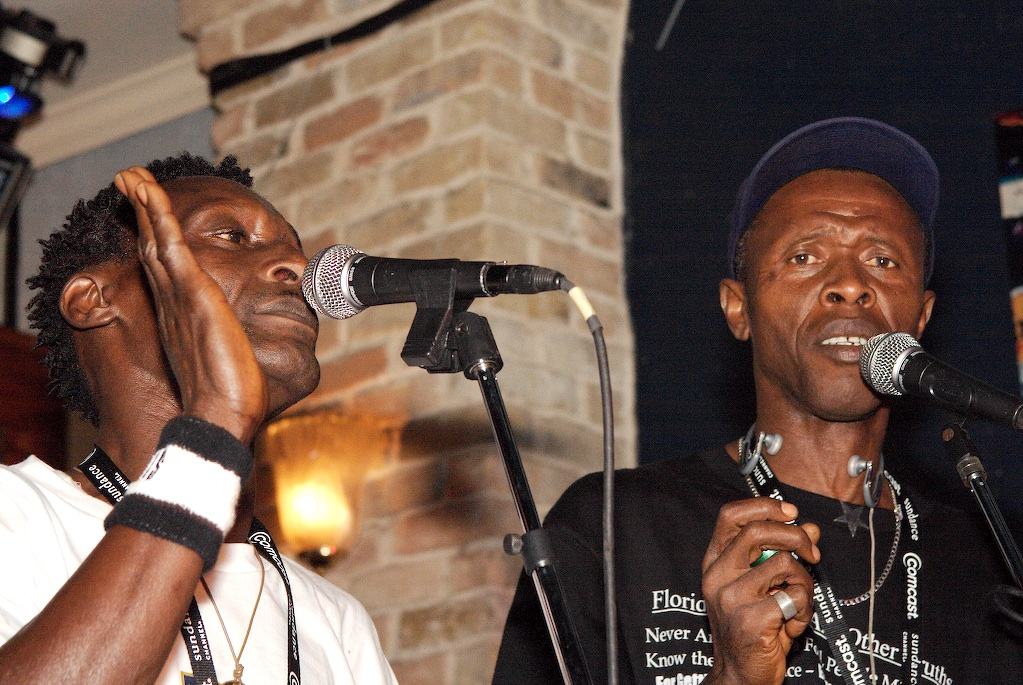
Sierra Leone Refugee All Stars se produisant au SXSW en 2006.

Durant les premières années de la guerre civile, Freetown reste à la périphérie des zones les plus violentes mais est attaquée par des rebelles à la fin des années 1990. Parmi ceux qui ont fui le pays se trouvent les musiciens Reuben Koroma, sa femme Grace et Franco (Francis Langba), des amis de la scène musicale de Freetown qui se sont rencontrés dans le camp de réfugiés de Kalia en Guinée.
Ils commencent à y faire de la musique avant d'être transférés dans le camp de réfugiés isolé de Sembakounya, où Arahim (Abdul Rahim Kamara), Mohammed Bangura et Alhadji Jeffrey Kamara (Black Nature) rejoignent le groupe. Une agence de secours canadienne fournit au groupe deux vieilles guitares électriques, un microphone et un système de sonorisation de base.
Un jour d'août 2002, les réalisateurs de documentaires américains Zach Niles et Banker White, ainsi que l'auteur-compositeur-interprète canadien Chris Velan rencontre le groupe lors d'une répétition. Ils recherchaient des camps de réfugiés à proximité en Guinée qui pourraient « attirer l'attention des médias occidentaux sur la violence de la région avec un sens de la beauté et de la résilience de la société africaine ». À l'époque, le groupe s'apprêtait à se lancer dans une tournée des camps de réfugiés guinéens avec l'aide de l'agence des Nations unies pour les réfugiés. Les cinéastes suivent leur tournée pendant trois ans, enregistrant leurs joyeux accueils, les traumatismes auxquels ils sont confrontés et, de retour à Freetown, la production de leur premier album, Living Like a Refugee sorti sur le label ANTI- le 25 septembre 2006 en Europe, et le 26 septembre 2006 aux États-Unis,,.
Leur deuxième album studio, Rise and Shine, sort le 23 mars 2010 chez Cumbancha et remporte l'album de l'année 2010 aux World Music Charts Europe. L'album est produit par Steve Berlin de Los Lobos, enregistré au Piety Street Studio à la Nouvelle-Orléans et met en vedette des musiciens invités locaux tels que Trombone Shorty, Washboard Chaz et Bonerama. Le troisième album studio du groupe, Radio Salone, sort le 24 avril 2012 chez Cumbancha. L'album est produit par Victor Axelrod, alias Ticklah, et est enregistré aux Dunham Studios à Brooklyn, New York.
Marquant le 10e anniversaire du groupe, leur dernier album, Libation, sort le 18 mars 2014. Il présente des éléments de highlife et de reggae ainsi que des rythmes afro-latins. L'album est enregistré chez Lane Gibson Recording & Mastering, produit par Chris Velan et mixé par Iestyn Polson.

### Reconnaissance internationale
Le film documentaire de 2005 Sierra Leone's Refugee All Stars, leurs trois albums et leurs tournées aux États-Unis contribuent à élargir leur audience, menant à des performances au Central Park SummerStage de New York, au Fuji Rock Festival au Japon et au Bonnaroo Music and Arts Festival. Le 15 décembre 2006, ils apparaissent au Oprah Winfrey Show. Les All Stars contribuent également à une chanson de la bande originale du film Blood Diamond, participent à l'album hommage à U2 au nom de l'amour (Africa Celebrates U2), et reçoivent les éloges et le soutien de Sir Paul McCartney, Keith Richards, Ice Cube (producteur exécutif du film documentaire du groupe) et Angelina Jolie. L'un des « moments les plus surréalistes de leur ascension vers la gloire » est leur performance d'ouverture pour Aerosmith en novembre 2006 au Mohegan Sun Arena à Uncasville, dans le Connecticut,.

## Style musical
Bien que la musique de Refugee All Stars de la Sierra Leone ait été décrite comme d'un style reggae, elle est plus directement influencée par la musique folk baskeda de la Sierra Leone qui « est proche du reggae dans le son et l'esprit ».

Écrivant dans The Independent, Andy Morgan décrit cette similitude comme suit : 

« Baskeda... c'est la musique de mon père, j'adorais ça quand j'étais gamin alors quand j'ai grandi j'ai juste essayé de composer des chansons sur ce rythme »

— Ruben Koroma
D'autres styles évidents dans leurs albums incluent les sons ouest-africains du vin de palme (ou maringa), du gumbe et du gbute vange, une musique du peuple Mende. Une grande partie de leur musique présente les sons modernes des guitares électriques, des basses et des kits de batterie, mais dans leur dernier album Libation, leur style "débranché" est " en quelque sorte un retour à l'époque des camps de réfugiés où les le groupe devait se contenter des seuls instruments qu'il pouvait assembler ou fabriquer à la main, et se passer d'amplification et d'électronique." 

## Discographie
- 2006 : Living Like a Refugee
- 2010 : Rise and Shine
- 2012 : Radio Salone
- 2014 : Libation

## Filmographie
- 2005 : Sierra Leone Refugee All Stars